# Cochliobolus ellisii
Cochliobolus ellisii är en svampart som beskrevs av Alcorn 1983. Cochliobolus ellisii ingår i släktet Cochliobolus och familjen Pleosporaceae.   Inga underarter finns listade i Catalogue of Life.